# Katedra w Syrakuzach
Katedra metropolitarna Narodzenia Najświętszej Maryi Panny w Syrakuzach (wł. Cattedrale metropolitana della Natività di Maria Santissima) – rzymskokatolicki kościół w Syrakuzach na Sycylii, zlokalizowany w historycznym centrum miasta na wyspie Ortygia, pełniący funkcję katedry archidiecezji Syrakuz. Katedra powstała w VII wieku w efekcie przekształcenia w kościół starożytnej świątyni Ateny z V wieku p.n.e., z której pozostałości zachowały się do czasów obecnych w budynku katedry.

## Historia
Miejsce obecnej katedry było miejscem kultu już w czasach przedchrześcijańskich. W V wieku p.n.e. tyran Syrakuz Gelon po zwycięstwie nad Kartagińczykami w bitwie pod Himerą (480 rok p.n.e.) wzniósł tutaj dużą świątynię Ateny. Była ona budowlą w porządku doryckim o 6 kolumnach na krótkich bokach i 14 na długich. Świątynia ta była wzmiankowana przez Platona i Atenajosa, natomiast Cyceron napiętnował grabież jej dekoracji przez gubernatora Werresa w 70 roku p.n.e. Wykopaliska archeologiczne Paolo Orsi z lat 1907–1910 wykazały, że świątynia z V w. p.n.e. powstała na fundamentach starszych budowli o charakterze sakralnym.
W VII wieku Bizantyjczycy przerobili starożytną świątynię na kościół chrześcijański, przy czym nawa główna powstała z celli świątyni Ateny, nawy boczne z przestrzeni pomiędzy naosem a kolumnadą, w ściany kościoła włączono doryckie kolumny świątyni, zmieniona została też orientacja budynku – fasada znalazła się w miejscu tylnej części starożytnej świątyni W 878 roku budynek został przekształcony w meczet. Ponownie stał się kościołem po odzyskaniu Syrakuz w 1085 roku przez normańskiego hrabiego Sycylii Rogera I. Za rządów normańskich apsyda została udekorowana mozaikami oraz wybudowano nowe sklepienie nawy głównej, gdyż stare zawaliło się podczas trzęsienia ziemi w 1100 roku. W 1518 roku wykonano drewniany sufit.
Podczas trzęsienia ziemi na Sycylii w 1693 roku zniszczeniu uległa fasada kościoła. Nową fasadę zaprojektował Andrea Palma w latach 1725–1753 w stylu tzw. baroku sycylijskiego.
W 2005 roku całe miasto Syrakuzy wraz z nekropolią Pantalica zostało wpisane na listę światowego dziedzictwa UNESCO. 

## Architektura i sztuka
Fasada ma dwa poziomy. W niższym piętrze znajduje się sześć dużych kolumn w porządku korynckim, przy czym cztery centralne wspierają tympanon. W górnym piętrze umieszczono cztery duże korynckie kolumny, podtrzymujące z kolei górny tympanon. Pośrodku górnej kondygnacji znajduje się nisza otoczona dwoma kolumnami (mniejszymi od głównych kolumn). W niszy tej znajduje się posąg Maryi Niepokalanej, zwany „Marònna ro Pilèri”. Po prawej stronie górnego piętra umieszczono figurę św. Łucji, patronki Syrakuz, a po lewej św. Marcjana, pierwszego biskupa Syrakuz.
W lewej elewacji bocznej widoczne są starożytne kolumny doryckie. Prawa elewacja boczna jest niewidoczna, gdyż sąsiaduje bezpośrednio z pałacem arcybiskupim.
Wnętrze katedry jest trójnawowe. Na ścianie na końcu absydy znajduje się obraz olejny Narodzenie Najświętszej Maryi Panny, autorstwa Agostino Scilla z  1663 roku.
W ścianach naw bocznych można zobaczyć starożytne kolumny w porządku doryckim. W prawej nawie znajduje się chrzcielnica z grecką marmurową wazą z okresu hellenistycznego wspartą na siedmiu brązowych lwach. Natomiast na ścianach są fragmenty mozaik z okresu normańskiego.